# Arcadia (Californië)
Arcadia is een plaats (city) in de Amerikaanse staat Californië, en valt bestuurlijk gezien onder Los Angeles County.

## Demografie
Bij de volkstelling in 2000 werd het aantal inwoners vastgesteld op 53.054.
In 2006 is het aantal inwoners door het United States Census Bureau geschat op 56.486, een stijging van 3432 (6.5%).

## Geografie
Volgens het United States Census Bureau beslaat de plaats een oppervlakte van
28,7 km², waarvan 28,4 km² land en 0,3 km² water.

## Plaatsen in de nabije omgeving
De onderstaande figuur toont nabijgelegen plaatsen in een straal van 8 km rond Arcadia.

## Geboren
- Rick Leach (1964), tennisser
- Rena Sofer (1968), actrice
- Tracy Caldwell Dyson (1969), astronaute
- Lindsay Price (1976), actrice
- Beverley Mitchell (1981), actrice